# OpenDocument
Open Document Format (OpenDocument, ODF, скорочено від OASIS Open Document Format for Office Application — відкритий формат документів для офісних застосунків) — відкритий формат файлів документів для зберігання й обміну офісними документами, доступними для редагування, в тому числі текстовими документами (такими як нотатки, звіти й книги), електронними таблицями, малюнками, базами даних, презентаціями. ODF являє собою не тільки файловий формат для зберігання документів, заснований на XML і незалежний від програм і платформ, але і набір вимог до організації читання, запису і обробки подібних документів у застосунках. Цей стандарт розробила індустріальна спільнота OASIS, що здійснює розробку й просування відкритих стандартів. Він базується на XML-форматі, первісно створеному для OpenOffice.org. 3 травня 2006 року став прийнятим як міжнародний стандарт ISO/IEC 26300.
Стандарт спільно та публічно розроблений різними організаціями, доступний усім і може використовуватись без обмежень. Він є альтернативою приватним закритим форматам, включно з DOC, XLS і PPT (формати вживані у Microsoft Office), а також формату «Microsoft Office Open XML» (із цим форматом пов'язані різні ліцензійні обмеження, які не дають можливості використовувати його конкурентам).
Станом на 2021 рік, останньою версією формату є версія 1.3.

## Технічні характеристики
Найпоширеніші розширення імен файлів, які використовуються для документів OpenDocument:
- .odt і .fodt для текстових документів (текстових).
- .ods і .fods для електронних таблиць
- .odp і .fodp для презентацій
- .odg і .fodg для графіки
- .odf для формули, математичних рівнянь

Оригінальний формат OpenDocument складається з документа XML, кореневим елементом якого є <document>. Файли OpenDocument також можуть мати формат стисненого ZIP- архіву, що містить кілька файлів і каталогів; вони можуть містити двійковий вміст і використовувати ZIP-стиснення без втрат для зменшення розміру файлу. OpenDocument отримує переваги від розділення проблем завдяки розділенню вмісту, стилів, метаданих і налаштувань програми на чотири окремі файли XML.
Доступний повний набір прикладів документів у форматі OpenDocument. Весь набір тестів доступний за ліцензією Creative Commons Attribution 2.5.

### Повний список MIME-типів та розширень
| Вид документа                                                         | MIME-тип                                                 | Розширення |
| --------------------------------------------------------------------- | -------------------------------------------------------- | ---------- |
| Текстовий документ                                                    | application/vnd.oasis.opendocument.text                  | odt        |
| Текстовий документ, що використовується як шаблон                     | application/vnd.oasis.opendocument.text-template         | ott        |
| Графічний документ                                                    | application/vnd.oasis.opendocument.graphics              | odg        |
| Графічний документ, що використовується як шаблон                     | application/vnd.oasis.opendocument.graphics-template     | otg        |
| Документ презентації                                                  | application/vnd.oasis.opendocument.presentation          | odp        |
| Документ презентації, що використовується як шаблон                   | application/vnd.oasis.opendocument.presentation-template | otp        |
| Електронна таблиця                                                    | application/vnd.oasis.opendocument.spreadsheet           | ods        |
| Електронна таблиця, що використовується як шаблон                     | application/vnd.oasis.opendocument.spreadsheet-template  | ots        |
| Документ діаграми                                                     | application/vnd.oasis.opendocument.chart                 | odc        |
| Документ діаграми, що використовується як шаблон                      | application/vnd.oasis.opendocument.chart-template        | otc        |
| Документ зображення                                                   | application/vnd.oasis.opendocument.image                 | odi        |
| Документ зображення, що використовується як шаблон                    | application/vnd.oasis.opendocument.image-template        | oti        |
| Документ формули                                                      | application/vnd.oasis.opendocument.formula               | odf        |
| Документ формули, що використовується як шаблон                       | application/vnd.oasis.opendocument.formula-template      | otf        |
| Складений текстовий документ                                          | application/vnd.oasis.opendocument.text-master           | odm        |
| Текстовий документ, що використовується як шаблон для HTML-документів | application/vnd.oasis.opendocument.text-web              | oth        |

### Відомі проблеми
- Різні програми, що використовують ODF як стандартний формат документа, мають різні методи надання можливостей макросів/сценаріїв. У ODF не вказано мову макросів. Користувачі та розробники розходяться щодо того, чи бажано включення стандартної мови сценаріїв. [5]
- Специфікація ODF для відстежуваних змін обмежена та не повністю визначає всі випадки, що призводить до поведінки, що залежить від реалізації.[6] Крім того, OpenDocument не підтримує відстеження змін у таких елементах, як таблиці або MathML.[7]
- Не дозволяється використовувати загальні елементи стилю форматування ODF (наприклад, інформацію про шрифт) для елементів MathML.[7]

## Історія

### Початок
Стандарт OpenDocument був розроблений Технічним комітетом (Technical Committee, TC) галузевого консорціуму Організації з удосконалення стандартів структурованої інформації (OASIS). Членами ODF-TC є різні компанії та приватні особи. Активні члени Технічного комітету мають право голосу. Члени, пов'язані з Sun і IBM, іноді мали великий вплив на голосування. У процесі стандартизації брали участь розробники багатьох офісних пакетів або суміжних документних систем.
Перша офіційна зустріч ODF-TC для обговорення стандарту відбулася 16 грудня 2002 року. OASIS схвалив OpenDocument як стандарт OASIS 1 травня 2005 року. 16 листопада 2005 року OASIS надав специфікацію ODF Об’єднаному технічному комітету 1 ISO/IEC (JTC 1) відповідно до правил загальнодоступної специфікації (PAS). Стандартизація ISO/IEC для стандарту відкритого документа, включаючи текст, електронну таблицю та презентацію, була вперше запропонована в Danish UNIX User Group 28 серпня 2001 р.
Після шестимісячного періоду перевірки, 3 травня 2006 року OpenDocument одноголосно пройшов шестимісячне голосування DIS (Проект міжнародного стандарту) у JTC 1 (ISO/IEC JTC 1/SC 34 ) із широкою участю, після чого специфікація OpenDocument була «схвалена для випуску як міжнародний стандарт ISO та IEC» під назвою ISO/IEC 26300:2006.
Після відповідей на всі письмові зауваження до бюлетенів і 30-денного голосування за замовчуванням, міжнародний стандарт OpenDocument був опублікований в ISO, офіційно опублікований 30 листопада 2006 року.
У 2006 році Гаррі Едвардс, член OASIS TC з 2002 року, разом із Семом Гізером і Полом «Марбуксом» Е. Мерреллом заснували OpenDocument Foundation. Метою цього проекту було створення відкритого вихідного коду для формату OASIS.  Безпосередньою метою цього проекту була розробка програмного забезпечення, яке перетворювало б застарілі документи Microsoft Office у ODF. У жовтні 2007 року проект зазнав невдачі: перетворення документів Microsoft Office здійснити не вдалося. На той час фонд переконався, що ODF не рухається в тому напрямку, який вони підтримували. У результаті було оголошено про рішення відмовитися від одноіменного формату на користь складеного формату документів W3C (CDF), який перебував на ранніх стадіях свого розвитку. Однак фонд так і не виконав це рішення і незабаром був розпущений. CDF також ніколи не створювався для цієї мети.

### Подальша стандартизація
Подальша робота зі стандартизації OpenDocument включає:
- Специфікація комітету OASIS OpenDocument 1.0 (друге видання) відповідає опублікованому стандарту ISO/IEC 26300:2006. Зміст ISO/IEC 26300 і OASIS OpenDocument v1.0 2nd ed. є ідентичним.[17] Він містить редакційні зміни, внесені для розгляду коментарів до бюлетеня JTC1. Він доступний у форматах ODF, HTML і PDF.
- OpenDocument 1.1 містить додаткові функції для вирішення проблем доступності.[18] Він був затверджений як стандарт OASIS 1 лютого 2007 року, після заклику до голосування, яке було опубліковане 16 січня 2007 року.[19] Публічне повідомлення було зроблене 13 лютого 2007 року.[20] Ця версія спочатку не була представлена на розгляд ISO/IEC, оскільки вона вважається лише незначним оновленням ODF 1.0, а OASIS вже працював над ODF 1.2 на момент затвердження ODF 1.1.[21] Однак пізніше його було подано до ISO/IEC (станом на березень 2011 року він перебував на «стадії запиту», як Проект поправки 1 – ISO/IEC 26300:2006/DAM 1) і був опублікований у березні 2012 року як «ISO/IEC 26300:2006/Amd 1:2012 – Відкритий формат документів для офісних програм (OpenDocument) v1.1».[22][23]
- OpenDocument 1.2 містить додаткові функції доступності, метадані на основі RDF[24], специфікацію формули електронної таблиці на основі OpenFormula[24], підтримку електронних цифрових підписів і деякі функції, запропоновані громадськістю. Він складається з трьох частин: Частина 1: схема OpenDocument, Частина 2: формат перерахованої формули (OpenFormula) і Частина 3: пакети. Версія 1.2 специфікації була затверджена як стандарт OASIS 29 вересня 2011 року.[25] Він був поданий до відповідного комітету ISO відповідно до процедури загальнодоступної специфікації (PAS) у березні 2014 року.[26] Станом на жовтень 2014 року його було одноголосно схвалено як проект міжнародного стандарту. У процесі роботи з’явилися деякі коментарі, які необхідно було розглянути, перш ніж OpenDocument 1.2 зможе стати міжнародним стандартом.[27] OpenDocument 1.2 було опубліковано як стандарт ISO/IEC 17 червня 2015 року.[28][29][30]
- Специфікація комітету OpenDocument 1.3: Версія 1.3 специфікації OpenDocument була схвалена як специфікація комітету OASIS наприкінці грудня 2019 року, що дозволяло впровадження нового запропонованого стандарту.[31] Специфікація була завершена в результаті краудфандингового проекту COSM, заснованого The Document Foundation.[32] У січні 2020 року було затверджено версію 1.3.[1]
- Підкомітет OASIS Advanced Document Collaboration (створений у грудні 2010 року) працює над оновленням відстеження змін OpenDocument, яке не лише розширить існуючий набір функцій відстеження змін, але й закладе основу для стандартизації співпраці в реальному часі, за допомогою сумісності відстеження змін зі співпрацею в реальному часі.[33][34][35]

## Ліцензування
Версії формату OpenDocument, схвалені OASIS, доступні для безкоштовного завантаження та використання. ITTF додала ISO/IEC 26300 до свого «списку вільно доступних стандартів»; будь-хто може завантажити та використовувати цей стандарт безкоштовно згідно з умовами ліцензії.

### Додаткове безоплатне ліцензування
Зобов’язані члени TК OASIS ODF погодилися надати результати для розробників відповідно до політики OASIS Royalty Free with Limited Terms.
Ключовий учасник Sun Microsystems уклав безповоротну угоду про інтелектуальну власність, надаючи всім розробникам гарантію, що Sun Microsystems не намагатиметься застосувати будь-який із своїх патентів в США чи в інших країнах, які мають законну силу, проти будь-якої реалізації специфікації OpenDocument, у розробці якої бере участь Sun Microsystems.
Другий учасник розробки ODF, компанія IBM – яка, наприклад, надала документацію електронної таблиці Lotus – надала доступ до своїх патентних прав через зобов’язання щодо специфікацій сумісності, в якому «IBM безповоротно зобов’язується перед вами, що не висуватиме до вас жодних необхідних претензій щодо створення, використання, імпорту, продажу чи пропозиції на продаж Захищених реалізацій».
Правовий центр свободи програмного забезпечення перевірив, чи існують будь-які юридичні перешкоди для використання формату OpenDocument (ODF) у безкоштовному програмному забезпеченні з відкритим кодом, що могли виникнути внаслідок процесу стандартизації. На їхню думку, ODF вільний від правових обмежень, які б перешкоджали його використанню у вільному програмному забезпеченні з відкритим кодом, яке розповсюджується за ліцензіями, авторами яких є Apache і FSF.

## Підтримка формату програмним забезпеченням
Формат OpenDocument використовується у вільному та пропрієтарному програмному забезпеченні. Це включає офісні пакети (як автономні, так і веб-базовані) та окремі програми, такі як текстові процесори, електронні таблиці, програми для презентацій і керування даними. Відомі текстові редактори, текстові процесори та офісні пакети, що повністю або частково підтримують OpenDocument, включають:
- AbiWord[42][43]
- Adobe Buzzword[44]
- Apache OpenOffice
- Bean (software)
- Calibre ebook (переглядач, конвертер, редактор і менеджер)
- Calligra Suite[45]
- Collabora Office і Collabora Online[46]
- Corel WordPerfect Office X6[47]
- Dropbox
- Evince
- Gnumeric[48]
- Google Docs
- IBM Lotus Symphony[24][49][50]
- Inkscape експортує в .odg
- KOffice[51]
- LibreOffice
- Microsoft Office 2003 і Microsoft Office XP (з Open Source OpenXML/ODF Translator Add-in for Office)[52]
- Microsoft Office 2007 (з Service Pack 2 або 3) підтримує ODF 1.1[53] (лише Windows)
- Microsoft Office 2010 підтримує ODF 1.1 (лише Windows)
- Microsoft Office 2013 підтримує ODF 1.2 (лише Windows)
- Microsoft Office 2016 і Microsoft Office 2019 підтримує ODF 1.2 (Windows: читання/редагування; OS X: лише читання, після конвертації в реальному часі[54])
- Microsoft Office 2021 підтримує ODF 1.3[55] (Windows і MacOS)
- Microsoft OneDrive / Office Web Apps[56]
- NeoOffice
- Okular
- ONLYOFFICE
- OpenOffice.org
- Scribus імпортує .odt і .odg
- SoftMaker Office
- Sun Microsystems StarOffice
- TextEdit
- WordPad (Windows 7 або новіша, Windows Server 2008 R2 або новіша)[57] підтримує ODF 1.1[58]
- Zoho Office Suite[24]

Різні організації оголосили про розробку програмного забезпечення для перетворення (включаючи плагіни та фільтри) для підтримки OpenDocument у продуктах Microsoft.  Станом на липень 2007 року, є дев'ять пакетів програмного забезпечення для конвертації. Microsoft вперше випустила підтримку формату OpenDocument в Office 2007 SP2. Однак впровадження зіткнулося з суттєвою критикою, а ODF Alliance та інші стверджували, що плагіни сторонніх розробників забезпечують кращу підтримку. Microsoft Office 2010 може відкривати та зберігати документи у форматі OpenDocument, хоча підтримуються не всі функції.
Починаючи з Mac OS X 10.5, програма TextEdit і функція попереднього перегляду Quick Look підтримують текстовий формат OpenDocument.

## Підтримка OpenDocument неурядовими організаціями
Деякі компанії та організації підтримують формат OpenDocument. Наприклад:
- Компанії інформаційних технологій, такі як Apple Inc., Adobe Systems, Google, IBM, Intel, Microsoft, Nokia, Novell, Red Hat, Oracle, а також інші компанії, які можуть або не можуть працювати в Технічному комітеті OASIS із прийняття OpenDocument.
- Понад 600 компаній і організацій просувають формат OpenDocument через The OpenDocument Format Alliance.[64]
- НАТО з його 26 членами використовує ODF як обов'язковий стандарт для всіх членів.[65]
- Кілька організацій, як-от OpenDocument Fellowship і OpenDoc Society були засновані для підтримки та просування OpenDocument.
- Фонд Wikimedia Foundation підтримує ODF-експорт із MediaWiki, яка підтримує Wikipedia та низку інших веб-сайтів на основі вікі.[66]

4 листопада 2005 року IBM і Sun Microsystems скликали «Саміт OpenDocument (ODF)» в Армонку, штат Нью-Йорк, щоб обговорити, як прискорити впровадження OpenDocument. Саміт ODF зібрав представників кількох галузевих груп і технологічних компаній, включаючи Oracle, Google, Adobe, Novell, Red Hat, Computer Associates, Corel, Nokia, Intel і компанію електронної пошти Linux Scalix (LaMonica, 10 листопада 2005 р.). Постачальники виділили ресурси для технічного вдосконалення OpenDocument через існуючі органи стандартизації та сприяння його використанню на ринку, можливо, через окрему основу. Науковці припустили, що «стандарт OpenDocument є тим клином, який може відкрити двері для конкуренції, особливо щодо конкретних проблем державного сектору». Дійсно, прийняття державним сектором значно зросло після оприлюднення формату OpenDocument у період 2005-2006 років. 

## Впровадження
Однією з цілей відкритих форматів, таких як OpenDocument, є гарантування тривалого доступу до даних без юридичних чи технічних перешкод, і деякі уряди почали розглядати відкриті формати як питання державної політики. Кілька урядів у всьому світі запровадили політику часткового або повного впровадження OpenDocument. Що це означає, залежить від випадку до випадку: в деяких випадках це означає, що стандарт ODF має ідентифікатор національного стандарту; в деяких випадках це означає, що стандарт ODF дозволено використовувати, якщо національне законодавство вимагає використання невласницьких форматів; а в інших випадках це означає, що якийсь державний орган фактично вирішив, що ODF буде використовуватися в деяких конкретних випадках. Нижче наведено неповний список.
| Міжнародні  | НАТО [ 69 ] Європейський Союз | НАТО [ 69 ] Європейський Союз |
| Державні    | Африка | ПАР |
| Державні    | Азія | Японія Малайзія Індія Росія Південна Корея Республіка Китай [ 70 ] [ 71 ] [ 72 ] |
| Державні    | Європа | Європейський Союз [ 73 ] [ 74 ] Бельгія Хорватія Данія Франція Німеччина [ 75 ] Угорщина Італія Латвія [ 76 ] Нідерланди [ 77 ] Польща [ 78 ] Португалія [ 79 ] Словаччина Швеція [ 80 ] Велика Британія [ 81 ] [ 82 ] Норвегія [ 83 ] Росія [ 84 ] Сербія Швейцарія Туреччина |
| Державні    | Південна Америка | Бразилія Уругвай [ 85 ] Венесуела [ 86 ] |
| Регіональні | Андалусія Ассам [ 87 ] , Керала [ 88 ] ( Індія ) Баварія , Мюнхен [ 89 ] ( Німеччина ) Естремадура ( Іспанія ) Гонконг ( КНР ) Массачусетс [ 90 ] ( США ) Місьйонес ( Аргентина ) Парана ( Бразилія ) | Андалусія Ассам [ 87 ] , Керала [ 88 ] ( Індія ) Баварія , Мюнхен [ 89 ] ( Німеччина ) Естремадура ( Іспанія ) Гонконг ( КНР ) Массачусетс [ 90 ] ( США ) Місьйонес ( Аргентина ) Парана ( Бразилія )                                                                          |